# 481 f.Kr.
| 481 f.Kr.          |
| ------------------ |
| Dødsfald - Fødsler |

## Født
- Protagoras, græsk sofist.